# Jan Hrnčíř (pilot)
Jan Hrnčíř (14. prosince 1910 Znojmo – 21. dubna 1967 Praha) byl účastník československého zahraničního odboje během druhé světové války, pilot 311. československé bombardovací peruti RAF.

## Život

### Před druhou světovou válkou
Jan Hrnčíř se narodil 14. prosince 1910 ve Znojmě jako páté ze sedmi dětí Kašpara a Anny Hrnčířových. Na dvouleté pokračovací škole při znojemské elektrárně se vyučil elektromechanikem a bezprostředně poté se přihlásil do Školy pro odborný dorost letectva v Prostějově. V jejím oddělení pilotů se školil od října 1929 do července 1931. Následně nastoupil prezenční vojenskou službu u leteckého pluku 2 v Olomouci, kde působil jako instruktor v poddůstojnické škole a v kurzu leteckých mechaniků. U stejné jednotky začal v únoru 1933 létat u pozorovací letky, v listopadu 1934 se přesunul do Kbel k lehké bombardovací letce. Průběžně si zvyšoval kvalifikaci. Během Všeobecné mobilizace v roce 1938 vyčkával na německý útok na pozici velitele bombardovacího roje na polních letištích Zlosyň a Úžice.

### Druhá světová válka

#### Francie
Po německé okupaci odešel Jan Hrnčíř v červnu 1939 do Polska a následně do Francie, kde ještě v témže měsíci vstoupil do cizinecké legie a v jejím rámci sloužil v severní Africe. Po vypuknutí druhé světové války byl převelen k francouzskému letectvu, ale až do listopadu 1939 působil na severoafrických letištích. Poté byl v Toulouse přeškolován na francouzskou techniku. Pokud se zapojil do bojů o Francii stalo se tak velmi krátce, protože teprve 10. června 1940 byl odeslán k frontové jednotce a již 19. června odplul z Bordeaux do Velké Británie.

#### Velká Británie
Jan Hrnčíř byl do Royal Air Force přijat 29. července 1940 a zároveň přidělen k 311. československé bombardovací peruti RAF. Po velmi rychlém přeškolení na stroje Vickers Wellington se stal jedním z letců účastnících se vůbec první bojové mise a to v noci z 10. na 11. října 1940, kdy se cílem stalo nádraží v Bruselu. Následovaly další nálety. Dne 15. listopadu 1940 se jeho stroji podařilo nalézt v Severním moři člun s posádkou bombardéru od 115. perutě RAF. Po devátém náletu byl Jan Hrnčíř převelen na post instruktora záložních posádek 311. perutě. V noci z 8. na 9. dubna 1941 byl během cvičného letu sestřelen. Jeho žákovi Jaroslavu Nyčovi se podařilo nouzově přistát, Jan Hrnčíř přes zranění střepinou hlavy rovněž přežil, do služby se vrátil ale až po roce a to prozatím k pozemním jednotkám. V červnu 1943 nastoupil k výcviku na Bahamách, v září se navrátil k 311. peruti odlétal 55 protiponorkových patrol na strojích Consolidated B-24 Liberator. Mj. se zúčastnil i přepadových náletů na výcvikový prostor německého ponorkového loďstva u ostrova Bornholm. Dne 10. května 1945 se svým strojem eskortoval do Skotska vzdávající se ponorku U 532.

### Po druhé světové válce
Po ukončení válečných a postválečných povinností sloužil Jan Hrnčíř do června 1946 u Letecké dopravní skupiny na letišti Ruzyně, poté na vlastní žádost odešel do zálohy. Pro Československé státní aerolinie létal do roku 1950, následně byl z rozkazu komunistické moci vyhozen a nucen živit sebe i rodinu podřadnými zaměstnáními. Rehabilitace se dočkal až krátce před svou smrtí. Zemřel 21. dubna 1967 v Praze.

## Ocenění

### Vyznamenání
- 1940 a 1945 celkově 3x Československý válečný kříž 1939
- 1941 Československá medaile Za chrabrost před nepřítelem
- 1942 Medaile letectva
- 1944 Pamětní medaile československé armády v zahraničí
- 1945 Československá medaile za zásluhy I. stupně
- 1945 Záslužný letecký kříž (Spojené království)
- 1945 Hvězda 1939–1945
- Evropská hvězda leteckých posádek
- Hvězda Atlantiku
- Britská medaile Za obranu
- Válečná medaile 1939–1945
- Pamětní medaile k 20. výročí osvobození ČSSR

### Posmrtná ocenění
- V roce 1991 byl Jan Hrnčíř in memoriam povýšen do hodnosti plukovníka
- V roce 1991 byl Janu Hrnčířovi udělen Čestný odznak československého vojenského pilota